# Lhotka (ort i Tjeckien, lat 49,60, long 18,30)
Lhotka är en ort i Tjeckien. Den ligger i den östra delen av landet, 280 km öster om huvudstaden Prag. Lhotka ligger 428 meter över havet och antalet invånare är 458.
Terrängen runt Lhotka är varierad.Runt Lhotka är det ganska tätbefolkat, med 214 invånare per kvadratkilometer. Närmaste större samhälle är Frýdek-Místek, 10,3 km norr om Lhotka. I omgivningarna runt Lhotka växer i huvudsak blandskog.